# 七拱镇
七拱镇，是中华人民共和国广东省清远市阳山县下辖的一个乡镇级行政单位。2020年人口38391人。

## 行政区划
七拱镇下辖以下地区：
七拱社区、七拱村、芙蓉村、谭村、和平村、火岗村、塘坪村、西路村、合上村、岩口村、新圩村、隔坑村、桂花村、三所村、龙脊村、石角村、龙虎坑村和西连村。